# A nyomorultak (film, 1917)
A nyomorultak (eredeti cím: Les Misérables) Victor Hugo azonos című regénye nyomán készült, 1917-ben bemutatott amerikai némafilm. Rendezte Frank Lloyd.

## Szereplők
- William Farnum – Jean Valjean
- Hardee Kirkland – Javert
- George Moss – Püspök
- Gretchen Hartman (Sonia Markova) – Fantine
- Kittens Reichert – Cosette (8 évesen)
- Jewel Carmen – Cosette (18 évesen)
- Harry Spingler – Marius
- Anthony Phillips – Gavroche
- Dorothy Bernard – Éponine
- Edward Elkas – Thénardier
- Mina Ross – Mme. Thénardier